# Nasale (województwo opolskie)
Nasale (niem. Nassadel) – wieś w Polsce, położona w województwie opolskim, w powiecie kluczborskim, w gminie Byczyna.
Przez miejscowość przepływa niewielka rzeka Pratwa, dopływ Prosny.
| SIMC    | Nazwa        | Rodzaj     |
| ------- | ------------ | ---------- |
| 0998352 | Chałupki     | przysiółek |
| 0492380 | Godzików     | część wsi  |
| 0492405 | Nasale Dolne | część wsi  |
| 0492411 | Nowy Gródek  | część wsi  |
| 0492428 | Polowice     | część wsi  |

## Historia
Na przełomie lat 1945/55 kościoły w Nasalach zostały zamienione między katolikami a ewangelikami, powodem było to że ludność o wyznaniu ewangelickim pozostała nieliczną grupą, a pojawiła się duża liczba napływowej ludności przesiedlonej zza Buga i osadników z centralnej Polski o wyznaniu katolickim.
W latach 1954–1961 wieś należała i była siedzibą władz gromady Nasale, po jej zniesieniu w gromadzie Roszkowice. W latach 1975–1998 miejscowość administracyjnie należała do ówczesnego województwa opolskiego.

## Zabytki
Do wojewódzkiego rejestru zabytków wpisane są:
- zespół dworski, z poł. XIX w.:
  - dwór
  - park.

Inne zabytki:
- kościół rzym.-kat. pw. św. Wawrzyńca, obecnie ewangelicki, drewniany, kryty gontem kościół z XVI wieku, przebudowany w 1730 roku, przeniesiony ze Zdziechowic przed 1939 rokiem. Pierwotnie katolicki, później ewangelicki. W środku rokokowy prospekt organowy i neogotycki ołtarz. Kościół doszczętnie spalił się 11 maja 2010 r. w wyniku uderzenia pioruna[8].
- murowany kościół, zbudowany w 1870 r. jako ewangelicki w stylu neogotyckim na miejscu wcześniejszego drewnianego. Wyposażenie wnętrza częściowo barokowe (ołtarze, chrzcielnica) i neogotycki prospekt organowy. Zachował się także średniowieczny dzwon.

## Ludność
W 1910 roku w Nasalach mieszkało 1195 osób, w 1933 r. było 1216 osób, a w 1939 roku – 1128 osób.
Stan ludności na 01.06.2009 wraz z koloniami wynosił 410 osób.